# Bucky Harris
Bucky Harris, właśc. Stanley Raymond Harris (ur. 8 listopada 1896, zm. 8 listopada 1977) – amerykański baseballista, który występował na pozycji drugobazowego, menadżer klubów MLB.

## Kariera zawodnicza
Karierę rozpoczął w zespołach niższych lig, Muskegon Reds, Scranton Miners, Norfolk Tars, Reading Pretzels i Buffalo Bisons, skąd 25 sierpnia 1919 został wymieniony do Washington Senators za Hala Janvrina. W Major League Baseball zadebiutował trzy dni później w meczu przeciwko New York Yankees, w którym zaliczył single’a i dwa RBI. W sezonie 1919 uzyskał średnią uderzeń 0,214, mimo to właściciel klubu Clark Griffith zdecydował, iż Harris w sezonie następnym będzie podstawowym drugobazowym zespołu. W 1920 jego średnia wyniosła 0,300.
W latach 1921–1925 był jednym z najlepszych drugobazowych w lidze, zwyciężał w klasyfikacji pod względem rozegrania podwójnych autów i uzyskiwał drugi i trzeci wynik w liczbie asyst. W 1924 został grającym menadżerem zespołu. W meczu numer 7 World Series 1924, w których Senators mierzyli się z New York Giants, w drugiej połowie ósmej zmiany przy stanie 1–3 zaliczył two-run single, wyrównując stan meczu na 3–3, zaś decydujące o zwycięstwie w całej serii odbicie zaliczył w drugiej połowie dwunastej zmiany Earl McNeely, po którym runa zdobył Muddy Ruel. Rok później Senators drugi raz z rzędu zdobyli mistrzostwo American League, jednak ulegli w World Series Pittsburgh Pirates 3–4. W grudniu 1928 w ramach wymiany zawodników przeszedł do Detroit Tigers, gdzie pozostał grającym menadżerem. Po raz ostatni zagrał 12 czerwca 1931.

## Kariera menedżerska
Po 1931 r. był między innymi menadżerem Boston Red Sox, Senators, Philadelphia Phillies (klub znany wówczas pod nazwą Philadelphia Blue Jays), New York Yankees, których poprowadził do zwycięstwa w World Series w 1947 i ponownie Senators oraz Detroit Tigers. W latach 1959–1960 był menadżerem generalnym Boston Red Sox, klubu, który jako ostatni w MLB przełamał bariery rasowe promując z zespołu Triple-A Minneapolis Millers Pumpsiego Greena. Następnie był skautem w Chicago White Sox i członkiem sztabu szkoleniowego Washington Senators, klubu założonego w 1961 roku.
W karierze menadżerskiej zaliczył 2158 zwycięstw co jest siódmym wynikiem w klasyfikacji wszech czasów. W 1975 został uhonorowany członkostwem w Baseball Hall of Fame.

### Statystyki menadżerskie
| Lata                            | Klub                  | Liga               | Mecze | Zwycięstwa | Porażki | Remisy | Proc. zw. i por. |
| ------------------------------- | --------------------- | ------------------ | ----- | ---------- | ------- | ------ | ---------------- |
| 1924–1928, 1935–1942, 1950–1954 | Washington Senators   | AL                 | 2776  | 1336       | 1416    | 24     | 0,485            |
| 1929–1933, 1955–1956            | Detroit Tigers        | AL                 | 1078  | 516        | 557     | 5      | 0,481            |
| 1934                            | Boston Red Sox        | AL                 | 153   | 76         | 76      | 1      | 0,500            |
| 1943                            | Philadelphia Phillies | NL                 | 94    | 39         | 53      | 2      | 0,424            |
| 1947–1948                       | New York Yankees      | AL                 | 309   | 191        | 117     | 1      | 0,620            |
| Łącznie w karierze              | Łącznie w karierze    | Łącznie w karierze | 4410  | 2158       | 2219    | 33     | 0,493            |

Opracowano na podstawie: Bucky Harris Managerial Record. baseball-reference.com. [dostęp 2014-04-26]. (ang.).

## Nagrody i wyróżnienia
- zwycięzca World Series – 1924 (jako zawodnik; klub Washington Senators)[5]
- zwycięzca World Series – 1947 (jako menadżer; klub New York Yankees)[3]
- członek Baseball Hall of Fame – 1975[7]